# Shahrestān di Malayer
Lo shahrestān di Malayer (farsi شهرستان ملایر) è uno dei 9 shahrestān della provincia di Hamadan, il capoluogo è Malayer. Lo shahrestān è suddiviso in 4 circoscrizioni (bakhsh): 
- Centrale (بخش مرکزی)
- Javakar (بخش جوکار), con le città di Azandarian e Javakar.
- Samen (بخش سامن), con la città di Samen.
- Zand (بخش زند), con la città di Zanganeh.